# Nora Cecil
 (mars 2019).
Si vous disposez d'ouvrages ou d'articles de référence ou si vous connaissez des sites web de qualité traitant du thème abordé ici, merci de compléter l'article en donnant les références utiles à sa vérifiabilité et en les liant à la section « Notes et références ».
Pour les articles homonymes, voir Cecil.

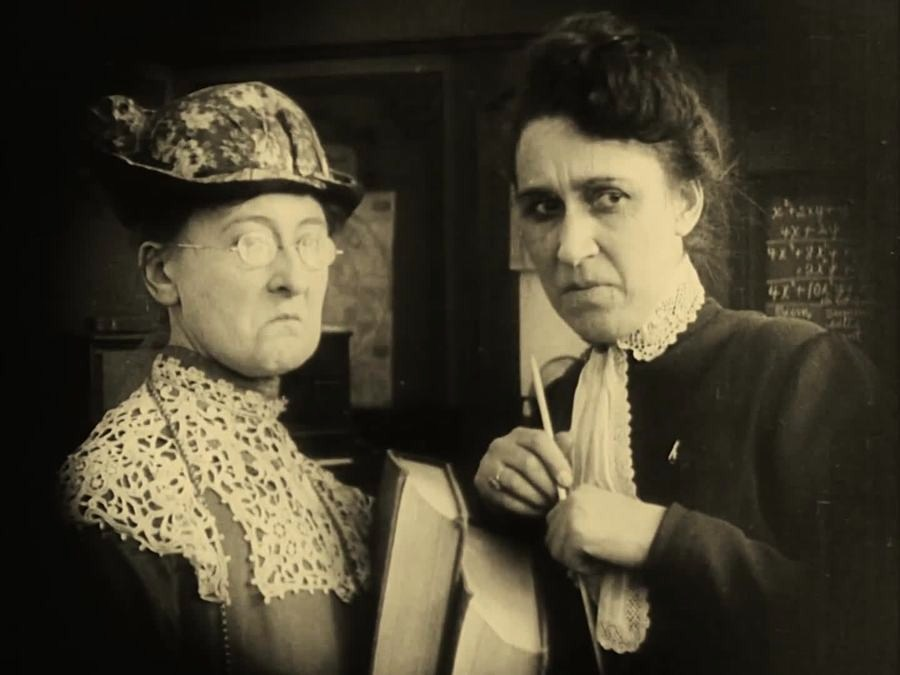
Avec Marcia Harris (à d.), dans Pauvre petite fille riche (1917)

Nora Cecil est une actrice américaine d'origine britannique, née le 26 septembre 1878 à Londres (Angleterre), morte le 1er mai 1951 à Los Angeles (Californie).

## Biographie
Installée aux États-Unis, Nora Cecil joue une fois à Broadway (New York) en 1901-1902, dans la comédie musicale The Sleeping Beauty and the Beast.
Au cinéma, dès la période du muet, elle contribue à près de deux-cents films américains — comme second rôle de caractère ou dans des petits rôles non crédités —, depuis Jimmy le mystérieux de Maurice Tourneur (1915, avec Robert Warwick dans le rôle-titre) jusqu'à Le deuil sied à Électre de Dudley Nichols (1947, avec Rosalind Russell et Michael Redgrave).
Entretemps, mentionnons Prunella du même Maurice Tourneur (1918, avec Marguerite Clark et Jules Raucourt), Le Réquisitoire de Cecil B. DeMille (1922, avec Leatrice Joy et Thomas Meighan), Doctor Bull de John Ford (1933, avec Will Rogers et Marian Nixon), La Vie facile de Mitchell Leisen (1937, avec Jean Arthur et Edward Arnold), ou encore Ma femme est une sorcière de René Clair (1942, avec Fredric March et Veronica Lake).

## Théâtre à Broadway (intégrale)
- 1901-1902 : The Sleeping Beauty and the Beast, comédie musicale, musique de J. M. Glover et Frederick Solomon, lyrics de J. Cheever Goodwin, livret d'Arthur Collins et J. Hickory Wood : Algie

## Filmographie partielle
- 1915 : Jimmy le mystérieux (Alias Jimmy Valentine) de Maurice Tourneur : une infirmière
- 1917 : Pauvre Petite Fille riche (The Poor Little Rich Girl) de Maurice Tourneur : une professeur de Gwendolyn
- 1918 : Prunella de Maurice Tourneur : la tante Privacy
- 1921 : Des pas dans les ténèbres (Footfalls) de Charles J. Brabin : non créditée
- 1922 : Le Réquisitoire (Manslaughter) de Cecil B. DeMille : le chaperon de Lydia
- 1924 : La Papillonne (Butterfly) de Clarence Brown : non créditée
- 1924 : The Deadwood Coach de Lynn Reynolds
- 1926 : Invalide par amour (Chip of the Flying U) de Lynn Reynolds : Dr Cecil Grantham
- 1926 : La Lettre écarlate (The Scarlet Letter) de Victor Sjöström : une villageoise
- 1927 : The Devil Dancer de Fred Niblo : Julia
- 1927 : L'Homme aux cheveux rouges (The Silent Rider) de Lynn Reynolds
- 1927 : The Fortune Hunter de Charles Reisner : Betty Carpenter
- 1928 : Une aventure à la Zorro (The Cavalier) d'Irvin Willat : la tante de Lucia
- 1930 : Seven Days Leave de Richard Wallace : Amelia Twymley
- 1930 : The Little Accident de William J. Craft
- 1931 : Caught Plastered de William A. Seiter : Mlle Loring
- 1931 : Arrowsmith de John Ford : une nourrice
- 1931 : Everything's Rosie de Clyde Bruckman
- 1931 : The Ruling Voice de Rowland V. Lee : l'infirmière de Malcolm
- 1931 : Scène de la rue (Street Scene) de King Vidor : Alice Simpson
- 1932 : La Grande Muraille (The Bitter Tea of General Yen) de Frank Capra : une missionnaire
- 1933 : Dans tes bras (Hold Your Man) de Sam Wood : Mlle Campbell
- 1933 : Doctor Bull de John Ford : la tante Emily Banning
- 1933 : Moi et le Baron (Meet the Baron) de Walter Lang
- 1933 : Sérénade à trois (Design for Living) d'Ernst Lubitsch : la secrétaire de Tom
- 1933 : Danseuse étoile (Stage Mother) de Charles Brabin
- 1934 : La Parade du rire (The Old Fashioned Way) de William Beaudine : Mme Wendelschaffer
- 1934 : La Fine Équipe (6 Day Bike Rider) de Lloyd Bacon : chef de chœur
- 1934 : Fascination (Glamour) de William Wyler
- 1934 : La Passagère (Chained) de Clarence Brown : Edith
- 1935 : L'Infernale Poursuite (Car 99) de Charles Barton
- 1935 : Chercheuses d'or de 1935 (Gold Diggers of 1935) de Busby Berkeley : la gouvernante
- 1935 : À travers l'orage (Way Down East) d'Henry King : une villageoise à la fête

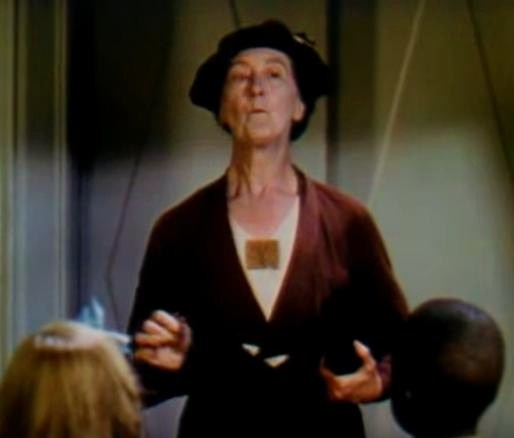
Dans La Joyeuse Suicidée (1937)

- 1936 : Le Danseur pirate (Dancing Pirate) de Lloyd Corrigan : la propriétaire
- 1936 : Collegiate de Ralph Murphy
- 1936 : Le Mystère de Mason Park (Two in the Dark) de Benjamin Stoloff
- 1936 : Furie (Fury) de Fritz Lang : la mère d'Albert
- 1937 : La Joyeuse Suicidée (Nothing Sacred) de William A. Wellman : la maîtresse d'école
- 1937 : La Vie facile (Easy Living) de Mitchell Leisen : Mlle Swerf
- 1938 : L'Évadé d'Alcatraz (King of Alcatraz) de Robert Florey : Nora Kane
- 1939 : Les Aventures d'Huckleberry Finn (The Adventures of Huckleberry Finn) de Richard Thorpe : Mme Shackleford
- 1939 : Et la parole fut (The Story of Alexander Graham Bell) d'Irving Cummings : Mlle Jenkins
- 1939 : La Chevauchée fantastique (Stagecoach) de John Ford : la propriétaire de Boone
- 1939 : St. Louis Blues de Raoul Walsh : une commerçante
- 1939 : What a Life de Theodore Reed : Mlle Eggleston
- 1940 : Double Chance (Lucky Partners) de Lewis Milestone : la présidente du club féminin
- 1941 : Ève a commencé (It Started with Eve'') d'Henry Koster : Mme Fields
- 1941 : Son patron et son matelot (A Girl, A Guy, and a Mob) de Richard Wallace : une femme de ménage
- 1942 : Ma femme est une sorcière (I Married a Witch) de René Clair : Harriet Wooley
- 1943 : The Unknown Guest de Kurt Neumann
- 1944 : Miracle au village (The Miracle of Morgan's Creek) de Preston Sturges : l'infirmière en chef
- 1945 : L'introuvable rentre chez lui (The Thin Man Goes Home) de Richard Thorpe : Mlle Peavy
- 1946 : Du burlesque à l'opéra (Two Sisters from Boston) d'Henry Koster : Mme Mulberry
- 1947 : Le Maître de la prairie (The Sea of Grass) d'Elia Kazan : l'infirmière Mme Ryan
- 1947 : Le deuil sied à Électre (Mourning Becomes Electra) de Dudley Nichols : Louisa Amos